# Pleasure Pleasure
『Pleasure Pleasure』（プレジャープレジャー）は、UP-BEATの8枚目のオリジナル・アルバム。SPEEDSTAR RECORDSから1993年5月21日に発売された。

## 解説
1年ぶりのオリジナル・アルバム。
本作からアルバムのキャッチコピーが設定され、アルバムの帯に記載されるようになった（1995年のベスト・アルバム『FINAL』まで）。
キャッチコピーは、「ようこそ、プレジャー・ランドへ」
サウンドにおいては、オーケストラ・ホーンセッション・黒人コーラスを起用。ブレイクビーツの試みが特徴となっている。
1992年12月からレコーディング開始。1993年1月14日から31日にかけてNew YorkのSkyline Studioにてレコーディング・ミックスダウンが行われた。
異なる色のジャケット（「赤」「青」）、が存在するが、内容に違いはない。
このCDアルバムが、旧スピードスターのロゴ（レーベルのマーク）が刻印された最後のCDとなった。以降は現在でも使用されている、流星の中に立体で「SP」が書かれたマークとなる。
UP-BEATとしては、レコード会社がビクター音楽産業株式会社名義で発売された最後の作品となった。以降はビクターエンタテインメント名義からの発売。

## 収録曲
| 全編曲: UP-BEAT。 |                                   |                            |          | |      |
| #                 | タイトル                          | 作詞                       | 作曲     | 備考 | 時間 |
| 1.                | 「PLEASURE PLEASURE」             | 広石武彦                   | 広石武彦 | アルバムタイトル曲で、近未来の情報化社会の闇を歌った歌                                                                                       | 4:44 |
| 2.                | 「VIRGIN AND ROSES」              | 広石武彦                   | 広石武彦 | | 4:45 |
| 3.                | 「夢の果てまで〜BLASTING WIND〜」 | 広石武彦                   | 広石武彦 | | 4:45 |
| 4.                | 「GOOD LUCK ANGEL」               | 岩永凡・柳川英巳           | 岩永凡   | 先行シングル シングルより曲が長くなっている(最後のサビがさらに長くなっている) 岩井俊二が監督を務めたPVが制作されているが、商品化されていない | 5:28 |
| 5.                | 「BLONDE BLUE」                   | 広石武彦                   | 広石武彦 | | 5:29 |
| 6.                | 「夏の雨」                        | 岩永凡・広石武彦・柳川英巳 | 岩永凡   | オーケストラアレンジが取り入れられた曲 | 4:51 |
| 7.                | 「TOUCH」                         | 広石武彦・柳川英巳         | 岩永凡   | | 4:32 |
| 8.                | 「CRESCENT MOON」                 | 広石武彦                   | 広石武彦 | | 4:49 |
| 9.                | 「HOT LIPS」                      | 広石武彦・柳川英巳         | 岩永凡   | | 4:14 |
| 10.               | 「ボニー & クライド気取って」     | 広石武彦                   | 広石武彦 | | 3:36 |
| 11.               | 「FOREVER」                       | 広石武彦・柳川英巳         | 広石武彦 | | 5:03 |